# 1935 Люцерн
1935 Люцерн (1935 Lucerna) — астероїд головного поясу, відкритий 2 вересня 1973 року.
Тіссеранів параметр щодо Юпітера — 3,346.